# Axtaçı Muğan
Axtaçı Muğan è un comune dell'Azerbaigian situato nel distretto di Sabirabad. Conta una popolazione di 1 914 abitanti.